# William Daum Euler
William Daum Euler (* 10. Juli 1875 in Conestogo (Ontario); † 15. Juli 1961 in Kitchener) war ein deutschstämmiger kanadischer Politiker.

## Leben
Euler war der Sohn von Henry Euler und dessen Frau Catherine, geb. Daum. Beide Elternteile waren in Deutschland geboren; sie kamen mit drei bzw. 17 Jahren nach Kanada. William Euler besuchte die Volksschule in Kitchener, dem früheren Berlin (Ontario) und anschließend die Normalschule und die Hochschule in Toronto. 1913/14 war er Bürgermeister von Kitchener. 1917 wurde er Präsident der Handelskammer und Abgeordneter im House of Commons (Kanada) für den Wahlbezirk Waterloo North. Euler gehörte der Liberalen Partei an. Von 1926 bis 1927 war er Minister of Customs and Excise, von 1927 bis 1930 Minister of National Revenue und von 1935 bis 1940 Minister of Trade and Commerce. 1940 wurde er zum Senator ernannt, wo er den Bezirk Waterloo, Ontario repräsentierte. 1861 wurde er erster Kanzler der Waterloo Lutheran University (heute: Wilfrid Laurier University).
Euler liegt auf dem Mount Hope Friedhof in Kitchener begraben.